# Mirjam Nastasi
Mirjam Nastasi (* 7. Juni 1946 in Utrecht) ist eine niederländische Flötistin, Musikwissenschaftlerin und Hochschulrektorin.

## Leben
Nastasi studierte die Fächer Flöte und Musikwissenschaft in Utrecht und setzte ihre Studien später in Freiburg bei Aurèle Nicolet und Hans Heinrich Eggebrecht fort. Als Mitglied des Mobiel Ensemble Nederland sowie in Zusammenarbeit mit dem Pianisten Geoffrey Madge beschäftigte sie sich zunächst vor allem mit zeitgenössischer Musik, später dann in Zusammenarbeiten mit Künstlern wie Frans Vester, Frans Brüggen, Bob van Asperen und Michael Schneider auch mit Alter Musik und Traversflöte.
Mit verschiedenen Orchestern und Ensembles wirkte sie an zahlreichen Musikfestivals mit und gab Meisterkurse in mehreren europäischen Ländern.
Sie arbeitete an verschiedenen Publikationen wie der Flute Library in Amsterdam und der Fachzeitschrift Tibia mit und arbeitet an Noteneditionen u. a. für die Universal Edition Wien. Sie war Herausgeberin der Reihe „Die Soloflöte“ im Verlag C. F. Peters Frankfurt.
Sie unterrichtete an der Königlichen Hochschule für Musik in Den Haag, der Musikhochschule Frankfurt sowie der Universität Mainz. Ab 1991 war sie Professorin für Querflöte und Methodik an der Staatlichen Hochschule für Musik Freiburg, von 1996 bis 2006 war sie dort auch Rektorin.